# Никотиновая абстиненция
Никотиновая абстиненция — это группа симптомов, которые возникают в первые несколько недель после прекращения или уменьшения потребления никотина. Симптомы включают сильную тягу к никотину, гнев или раздражительность, тревогу, депрессию, нетерпеливость, проблемы со сном, беспокойство, голод или увеличение веса, а также трудности с концентрацией внимания. Симптомы отмены являются частью состояния и затрудняют отказ от никотиновых продуктов, и большинство методов отказа от курения включают снижение никотиновой отмены. Программы отказа от курения могут облегчить отказ от курения. Никотиновая абстиненция признана как в Руководстве по диагностике и статистике Американской психиатрической ассоциации, так и в Международной классификации болезней ВОЗ.

## Признаки и симптомы
Наиболее задокументированными симптомами отмены никотина являются тяга к никотину, гнев или раздражительность, тревога, депрессия, нетерпение, проблемы со сном, беспокойство (психомоторное возбуждение, включая непроизвольные движения), голод или увеличение веса, а также трудности с концентрацией внимания. Симптомы обычно наиболее сильны в течение первых нескольких дней, а затем исчезают в течение 2-4 недель. Наиболее частыми симптомами являются раздражительность, беспокойство и трудности с концентрацией внимания. Депрессия и бессонница встречаются реже. Другие симптомы отмены могут включать ангедонию, запор, кашель, снижение положительного аффекта, головокружение, сонливость, головную боль, импульсивность, усталость, симптомы гриппа, перепады настроения, язвы во рту и усиление сновидений. Отказ от никотина также может потребовать изменения уровней различных лекарств.

## Определение
Никотиновая абстиненция относится к эффектам, которые испытывают никотинозависимые люди после того, как они прекратят или уменьшат употребление никотина. Никотин — это вызывающее привыкание вещество, которое чаще всего встречается в табаке и табачных изделиях, включая сигареты, сигары, жевательный табак, жидкость для электронных сигарет, трубочный табак, снюс, нюхательный табак и никотиновые лекарства, такие как никотиновая жевательная резинка, пластыри, спреи. Абстиненция — это реакция организма на отсутствие никотина, к которому он привык. Отказ от курения наиболее распространен и интенсивен у курильщиков сигарет. Симптомы никотиновой отмены обычно появляются через 2-3 часа после последнего приема никотина и достигают пика через 2-3 дня. У меньшинства курильщиков тяга может длиться годами. Никотиновая абстиненция вызывает мало физических признаков и не опасна для жизни, но связанная с ней тяга может быть такой же сильной, как отказ от других наркотиков. После начального периода отмены тревожность и депрессия отступают, а качество жизни обычно улучшается, так что бывшие курильщики живут лучше, чем продолжающие курить.

## Причины
Были предложены различные причины для объяснения причин отмены никотина. Никотин связывается с никотиновыми рецепторами в головном мозге, которые, в свою очередь, вызывают повышение дофамина. Дофамин — это основное химическое вещество, которое стимулирует центры вознаграждения в головном мозге. Мозг задействует противодействующую силу, чтобы ослабить действие никотина, и это вызывает толерантность (уменьшение эффекта никотина). Возникновение этой противодействующей силы и тот факт, что мозг привыкает к никотину и зависит от него, чтобы нормально функционировать, известно как физическая зависимость. Когда потребление никотина снижается, противодействующая сила мозга становится беспрепятственной, и это вызывает симптомы отмены. Также выяснилось, что опиоидные, серотонинергические, глутаминовые, каннабиноидные и кортикотропиновые рецепторы могут играть роль в отмене никотина. Кроме того, курение обусловливается сигналами окружающей среды, которые затем могут вызвать симптомы отмены. В головном мозге дорсальное полосатое тело может быть связано с физическим (моторным), но не с аффективным признаком отмены.

## Лечение
Постепенное снижение потребления никотина вызывает меньшую абстиненцию, чем резкое прекращение. Еще один способ уменьшить симптомы отмены никотина — предоставить организму альтернативный источник никотина (никотиновая заместительная терапия) на временный период, а затем уменьшить это новое потребление никотина. Другие лекарства, используемые для отказа от курения, включают бупропион, варениклин, цитизин, нортриптилин и клонидин. Другие виды лечения, помимо лекарств, такие как усиление физических нагрузок, также могут уменьшить синдром отмены никотина. Многие изменения в поведении, такие как избегание ситуаций, когда человек обычно курит, планирование действий на будущее, чтобы справиться с искушениями, и поиск поддержки друзей и семьи, эффективно помогают людям бросить курить, но неясно, связано ли это с уменьшением абстиненции.

## Эпидемиология
У большинства потребителей никотина, когда они пытаются прекратить употреблять никотин, наблюдается хотя бы один из вышеперечисленных симптомов отмены. Эти эффекты гораздо слабее у тех, кто употребляет изолированный никотин вместо табака. Абстинентный синдром может произойти у менее частых потребителей, но более интенсивные потребители и люди с прошлым или текущим психическим расстройством, как правило, имеют более тяжелую абстиненцию. Генетика также влияет на тяжесть синдрома отмены.